# Gözde
Gözde est un prénom féminin turc pouvant signifier « préférée, favorite ».

## Personnalités
- Gözde Dal (1988- ), joueuse de volley-ball turque ;
- Gözde Kırdar (1985- ), joueuse de volley-ball turque ;
- Gözde Türkkan (1984- ), photographe turque ;
- Gözde Yılmaz (1991- ), joueuse de volley-ball turque ;
- Gözde Zay (en) (1984- ), mannequin turque.

Pour les articles sur les personnes portant ce prénom, consulter les listes générées automatiquement pour Gözde